# ديوان رئيس الجمهورية التونسية

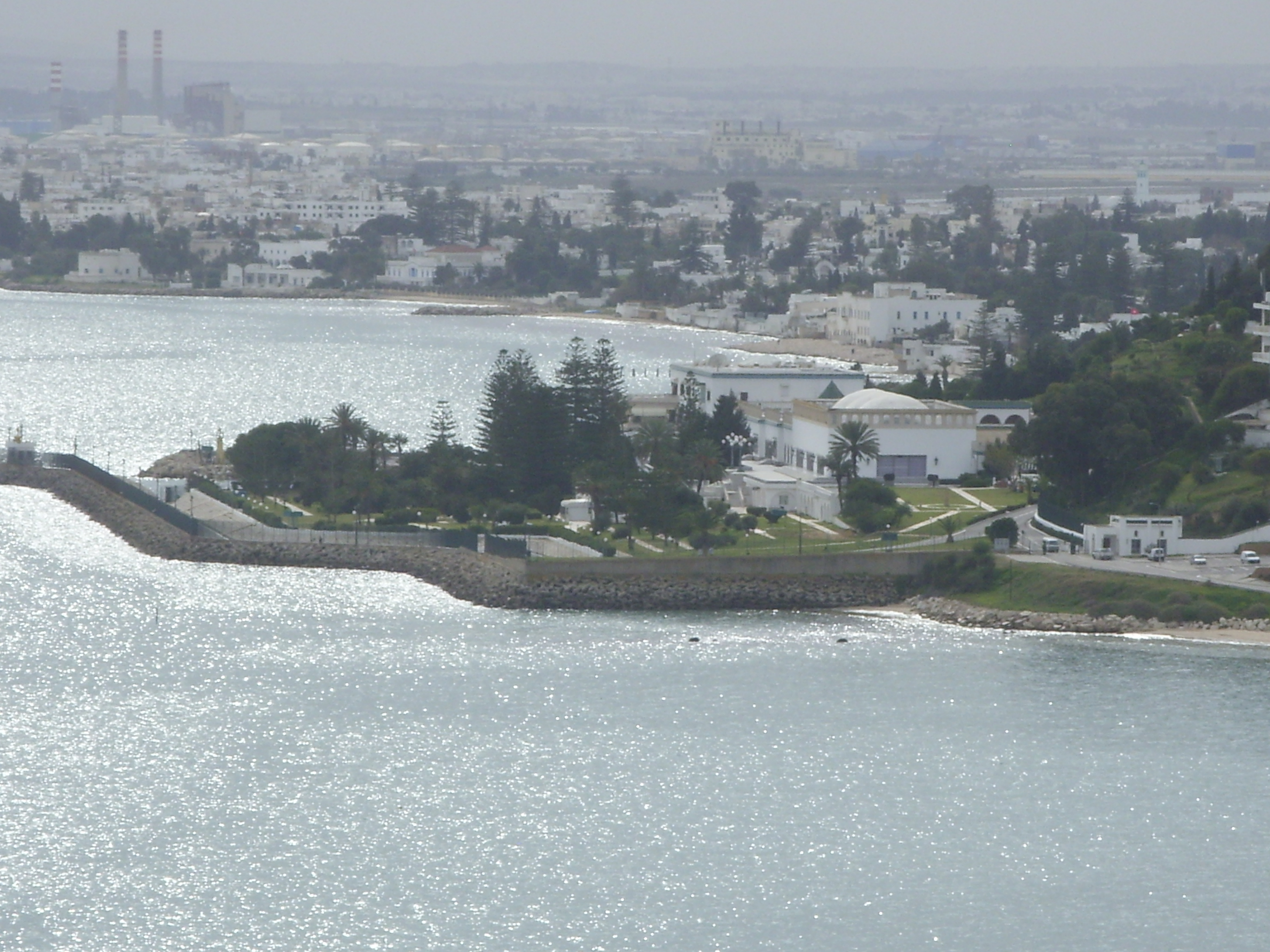
قصر قرطاج، مقر الرئاسة التونسية

مكتب رئيس الجمهورية التونسية يتكون من مستشاري رئيس الجمهورية التونسية، حيث يهتمون بعلاقاته وقراراته وتنظيماته وعموما يساعدونه في حياته اليومية.
المقر الرئيسي للرئيس التونسي هو قصر قرطاج.

## رئاسة قيس سعيد
أعلن عن مكتب قيس سعيد و يتكون مما يلي:
- وزيرة مستشارة، مديرة الديوان الرئاسي: نادية عكاشة[1] (منذ 28 يناير 2020).
- مستشار أولا مكلف بالكتابة القارة لمجلس الأمن القومي: عبد الرؤوف عطاء الله[2] (منذ 2 أبريل 2020).
- مستشارا أولا مكلفا بالشؤون الديبلوماسية: عثمان الجرندي[3] (منذ 8 أبريل 2020).
- مستشارا أولا مكلفا بالملفات الاجتماعية: ماهر بن ريانة[4] (منذ 1 ديسمبر 2019).
- مستشار بدائرة الأمن القومي: رضا غرسلاوي[5] (منذ 2 أبريل 2020).
- مستشارة مكلفة بالتعاون الديبلوماسي: سارة معاوية[5] (منذ 2 أبريل 2020).
- مستشارة لشؤون الإعلام والاتّصال: رشيدة النيفر (منذ 30 أكتوبر 2019).
- مدير المراسم: نوفل هدية[6] (منذ 6 فبراير 2020).
- ملحق مكلف بالإتصال الرقمي: إحسان الصبابطي[7] (منذ 1 أبريل 2020).

## رئاسة الباجي قائد السبسي
أعلن عن مكتب الباجي قائد السبسي في 1 يناير 2015، ويتكون في البداية من 7 أعضاء:
- وزير مدير المكتب الرئاسي: رضا بالحاج (حتى 1 فبراير 2016)، ثم سليم العزابي.
- وزير مستشار سياسي: محسن مرزوق (حتى 1 يوليو 2015).
- وزير مستشار مكلف بالشؤون السياسية: سليم شاكر (منذ 20 سبتمبر 2016).
- كاتب دولة، مستشار مكلف بالتنسيق مع الخدمات الإدارية والقانونية: سليم عزابي (حتى 1 فبراير 2016).
- كاتب دولة، مستشار مكلف بالاتصال والناطق الرسمي باسم رئاسة الجمهورية: معز السيناوي (حتى 1 نوفمبر 2016).
- مستشار أول مكلف بالإعلام والتواصل: فراس القفراشي (منذ 7 نوفمبر 2016).
- مستشار وناطق رسمي باسم رئاسة الجمهورية: رضا بوقزي (منذ 1 نوفمبر 2016).
- مستشارة أولى مكلفة بالعلاقة مع المجتمع المدني وبالملفات الاجتماعية: سعيدة قراش (منذ 25 فبراير 2015).
- مستشار أول: رؤوف مرادع (منذ 7 نوفمبر 2016).
- ملحق مكلف بمتابعة الملفات الديبلوماسية المتعلقة بدول العالم العربي والإسلامي ودول إفريقيا: عبد الكريم هرمي (منذ 7 نوفمبر 2016).
- كاتب دولة مستشار مكلف بالدبلوماسية: خميس الجهيناوي (حتى 12 يناير 2016).
- كاتبة دولة مستشارة مكلفة بالشؤون القانونية: روضة المشيشي.
- مستشار مكلف بمتابعة الأنشطة الرئاسية: رافع بن عاشور (حتى 1 أبريل 2015).
- مستشار مكلف بمتابعة الشؤون السياسية: فيصل الحفيان (بين 6 يناير 2015 و27 أغسطس 2016).
- مستشار مكلف بمتابعة الإصلاحات القانونية: رضا شلغوم (منذ 17 فبراير 2016).

## رئاسة المنصف المرزوقي
يوجد أسفله القائمة الرسمية لمكتب رئيس الجمهورية المنصف المرزوقي، بين 13 ديسمبر 2011  و31 ديسمبر 2014:
| - رئيس المكتب: عماد الدايمي (13 ديسمبر 2011-30 أبريل 2013) ثم عدنان منصر (30 أبريل 2013-17 سبتمبر 2014) ثم محمد المسعي (من 18 سبتمبر 2014-31 ديسمبر 2014). - وزير مستشار: منذر الرزقي. - وزير مستشار مكلف بالشؤون السياسية: عزيز كريشان (حتى 1 يناير 2012). - وزير مستشار مكلف بالعلاقات الخارجية: عبد الله الكحلاوي (14 ديسمبر 2011 - 16 أبريل 2012). - مستشار رئيسي: سمير بن عمر. - مستشار أول مكلف بالشؤون الأمنية: سامي سيك سالم (حتى 28 سبتمبر 2013). - مستشار مكلف بالإدارة العامة لأمن رئيس الدولة والشخصيات الرسمية: توفيق القاسمي (حتى 28 سبتمبر 2013). - مستشارين مكلفين بالشؤون الإقتصادية: شوقي عبيد (1 يناير 2012)، أنيس الجزيري (1 يناير 2012)، مختار شماخ (14 ديسمبر 2011). - مستشار مكلف بالإعلامية والتنظيم: لمجد قضامي (حتى 1 يناير 2012). - مكلفة بمتابعة الأحداث السياسية: مريم شكرون (14 ديسمبر 2011 - 23 يونيو 2012). - مكلف بالملفات الاجتماعية: سناء الغاني (حتى 14 ديسمبر 2011). | - مكلف بالشؤون الأسيوية في وزارة الخارجية: بشير النفزي (حتى 1 يناير 2012). - مكلف بالأنشطة الثقافية: وسام التليلي (حتى 1 يناير 2012). - مستشار رئيسي مكلف بمتابعة المنظمات الواقعة تحت إشراف رئاسة الجمهورية: سامي بن عمارة (حتى 14 ديسمبر 2011). - مستشار رئيسي مكلف بالمعلومات (الإعلام): أيوب المسعودي (14 ديسمبر 2011 - 29 يونيو 2012). - مستشارة مكلفة بتنظيم الأنشطة الرئاسية: مها بن غادة (حتى 14 ديسمبر 2011). - مستشارة مكلفة بملف جرحى وشهداء الثورة التونسية: إقبال مصدع. - مستشار مكلف بالشؤون العسكرية: إبراهيم وشتاتي (حتى 20 سبتمبر 2012). - مستشار مكلف بالبروتوكول: منذر مامي (حتى 1 أبريل 2012). - مستشار رئيسي مكلف بالشؤون الديبلوماسية: الهادي بن عباس (15 مارس - 30 أغسطس 2013). - مستشار رئيسي ومبعوث خاص من قبل رئيس الجمهورية: خالد بن مبارك (حتى 1 مارس 2012). - مستشار مكلّف بمتابعة رسم وتقييم السياسات في مجالات الأمن الغذائي والإنتاج الفلاحي والبيئة والموارد الطبيعية والطاقة : د.عادل سالمي. |

## الهيكلة السابقة
قبل الثورة التونسية في 2011، كان مكتب الرئيس يتكون من إدارات متخصصة وهي:
| - المكتب التنفيذي للرئيس. - إدارة الاقتصاد. - إدارة المعلومات أو الإعلام (ناطق رسمي بإسم الرئاسة). - إدارة الشؤون الاجتماعية. | - إدارة الشؤون القانونية. - إدراة حقوق الإنسان. - إدارة الشؤون الديبلوماسية. - إدارة التعليم والتكوين. - إدارة الشؤون السياسية. | - إدارة الثقافة والشباب. - قسم البروتوكول. - قسم خدمات المكتب والمعلومات والتوثيق. - خدمات مشتركة. |